# H. P. Lovecraft (banda)
H. P. Lovecraft fue una banda estadounidense precursora del rock progresivo activa entre los años 60 y 70, llamada así por el famoso escritor de terror Howard Phillips Lovecraft.
Creada originalmente en Chicago, Illinois en 1967, la banda se reorganizó en San Francisco, California al año siguiente.

## Integrantes
El grupo estuvo formado por:
- Tony Cavallari - guitarra, voz.
- Michael Tegza - batería, percusión, voz.
- George Edwards - guitarra, bajo, voz.
- Dave Michaels - órgano, piano, harpsichord, voz.
- Jerry McGeorge - bajo, voz.

## Discografía

### Álbumes de estudio
- H. P. Lovecraft (1967)
- H.P. Lovecraft II (1969)

### Álbumes en vivo
- Live, May 11 (1968)

### Compilaciones
- Valley of the Moon (como Lovecraft) (1970)
- We Love You Whoever You Are (como Lovecraft) (1975)
- At the Mountains of Madness (1988)
- Live At the Fillmore: May 11, 1968 (1991)
- Lovecraft / H.P. Lovecraft II (1997)
- Dreams in the Witch House: The Complete Philips Recordings (2005)